# Veronica Ferres
Pour les articles homonymes, voir Ferres.

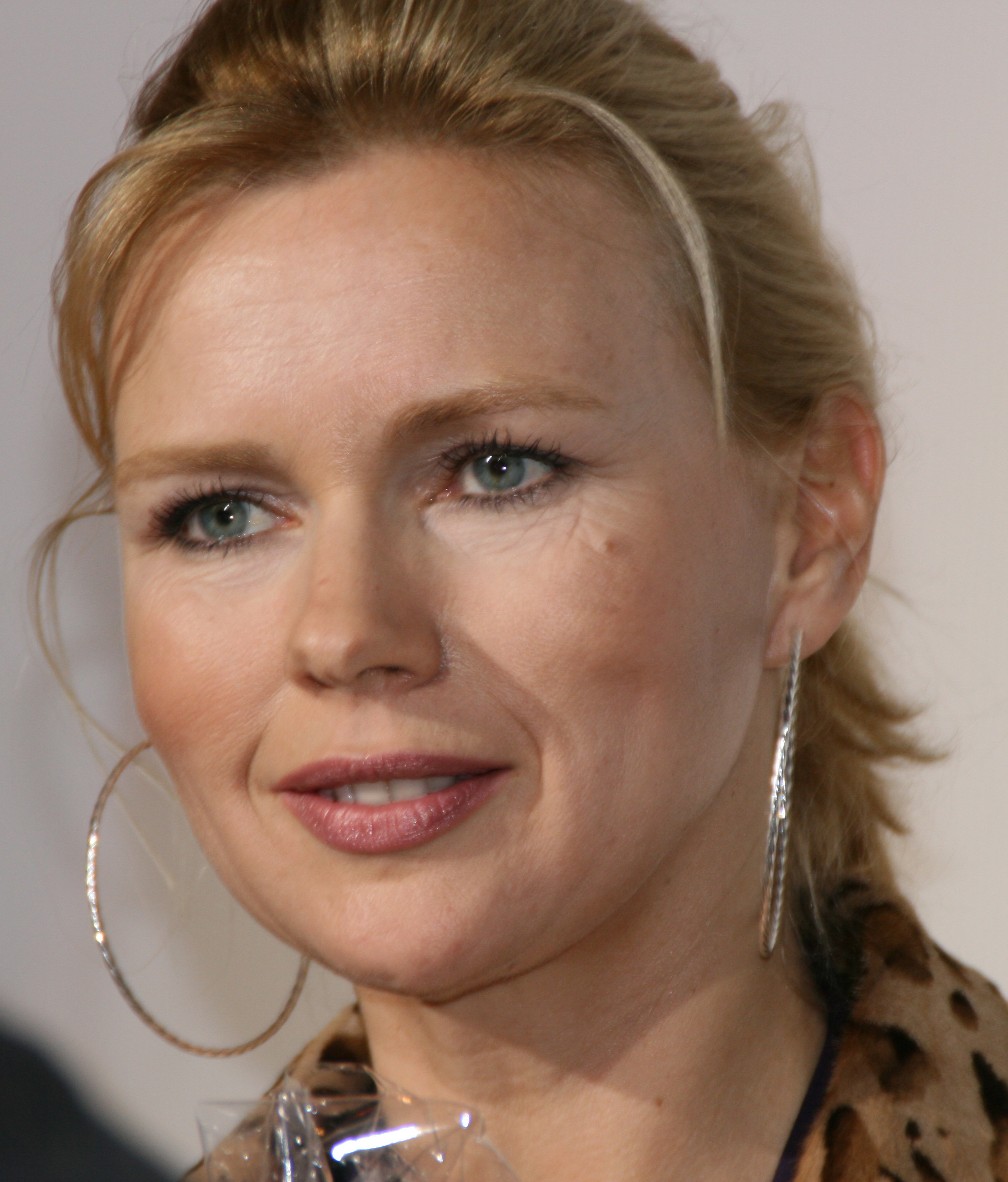
Veronica Ferres en avril 2007.

Veronica Maria Cäcilia Ferres, née le 10 juin 1965 à Solingen, est une actrice allemande. 

## Biographie
Veronica Ferres a fait des études de littérature allemande et de dramaturgie à l’université Louis-Maximilien de Munich. Elle eut tout d’abord de petits rôles secondaires dans des films et des séries de télévision. Son premier rôle dans un film monumental (13 épisodes de plus de 100 min chaque) tourné pour le cinéma, Die Zweite Heimat (Seconde patrie) d’Edgar Reitz), était celui de « Dorli », une fille de la campagne d’une grande attirance sexuelle. Ce film d’une durée totale de 25 h sortit en 1992. Ce rôle lui colla longtemps à la peau du fait des rondeurs agréables de son physique, par exemple la secrétaire naïve, amoureuse du professeur Specht avec un grand faible pour les sucreries dans la série télévisée du ZDF (Unser Lehrer Doktor Specht, 1992) ou dans Voll normaaal! (de Tom Gerhardt 1994), de blonde naïve de la région industrielle de la Ruhr. La suite de sa carrière alla de pair avec un changement de physionomie : devenue plus mince, on lui proposa des rôles plus différenciés.
En 1992, elle était l’égérie de Fritz Knobel (Uwe Ochsenknecht), le faussaire des carnets d'Hitler dans Schtonk! de Helmut Dietl (avec qui elle fut par ailleurs intimement liée de 1990 à 1999). Ce dernier lui confia un rôle en 1997 dans le film Rossini – qui a couché avec qui ? (avec Mario Adorf et Götz George). Parmi ses grands succès, on lui doit le rôle principal dans un film en deux épisodes diffusé sur la chaîne de télévision ZDF Eine ungehorsame Frau (une femme indisciplinée).
On l’a vue également en 1993 et 1994 dans la série Peter und Paul, aux côtés de Helmut Fischer et de Hans Clarin puis plus tard dans un épisode de la série policière à succès Der Bulle von Tölz (le flic de Bad Tölz).
Elle travaille depuis dans des coproductions internationales. On l'a vue dans le rôle de la mère Thénardier dans Les Misérables (film en quatre épisodes pour la télévision française) ou en comtesse handicapée dans Sans famille.
Ferres a tenu le rôle de la Maîtresse (Buhlschaft) dans l’œuvre de Hugo von Hofmannsthal Jedermann ou le Mystère de la mort de l'homme riche lors du festival de Salzbourg de 2002. Elle continue cependant à apparaître légèrement vêtue dans une publicité pour une société de téléphonie (avec d’autres célébrités telles que Anna Netrebko et Franz Beckenbauer).
Elle tint le rôle principal (la mère) dans un film pour enfants Die Wilden Hühner (traduction libre : « les poules enragées »). Aux côtés de John Malkovich dans le rôle de Gustav Klimt, Ferres incarnait Emilie Flöge dans la biographie de Klimt du metteur en scène chilien Raoúl Ruiz sortie en 2006.

### Vie privée

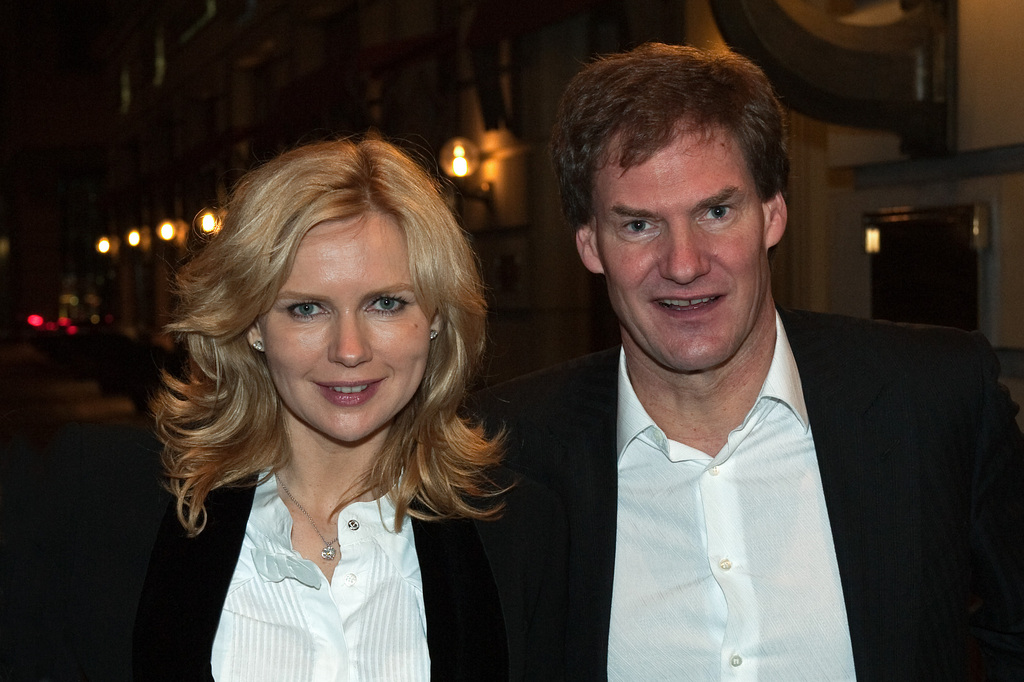
Veronica Ferres et Carsten Maschmeyer (2010)

Elle a été mariée avec Martin Krug. Le couple a eu une fille en 2001. En 2014 Veronica Ferres épouse l'homme d'affaires allemand Carsten Maschmeyer.

## Filmographie
Liste non exhaustive des films dans lesquels Veronica Ferres a joué (les titres en français ne sont qu'une traduction du titre original en allemand et pas le titre réel du film français - s'il existe) :

### Cinéma
- 1988 - Geierwally (Wally, la fermière au vautour) Reprise d'un motif célèbre (voir Heimatfilm)
- 1992 - Schtonk! L'histoire des carnets d'Hitler
- 1994 - Voll normaaal
- 1996 - Das Superweib (La superfemme) d'après le roman de Hera Lind Chéri, je te quitte !
- 1997 - Rossini.
- 1999 - Late Show
- 1999 - Ladies Room
- 2006 : Klimt de Raoul Ruiz : Emilie Flöge
- 2006 : Die wilden Hühner (Les poules enragées) Film pour enfants
- 2007 : Die wilden Hühner und die Liebe (Les poules enragées et l'amour) Film pour enfants
- 2008 : Adam Resurrected de Paul Schrader : Madame Fogel
- 2009 : Marga (Unter Bauern - Retter in der Nacht) : Marga Spiegel (« Marga Krone »)
- 2013 : Rouge rubis (Rubinrot) de Felix Fuchssteiner : Grace Shepherd
- 2013 : L'exceptionnel monsieur Tout-le-monde (König von Deutschland) : Sabine Müller
- 2013 : Paganini, le violoniste du diable (Der Teufelsgeiger) de Bernard Rose : Elizabeth Wells
- 2014 : Hector et la Recherche du bonheur (Hector and the Search for Happiness) de Peter Chelsom
- 2014 : Casanova Variations de Michael Sturminger
- 2014 : Bleu saphir (Saphirblau) de Felix Fuchssteiner : Grace Shepherd
- 2015 : Pay the Ghost de Uli Edel : Hannah
- 2015 : Monsieur Nounou : Ilona
- 2016 : Salt and Fire de Werner Herzog
- 2016 : The Comedian de Taylor Hackford : Karola
- 2018 : Siberia : Raisa
- 2018 : Intrigo : Mort d'un auteur (Intrigo: Death of an Author) de Daniel Alfredson : Judith Keller
- 2018 : Du miel plein la tête (Head full of honey) de Til Schweiger : femme du train
- 2019 : Berlin, I Love You : Else Speck
- 2020 : Every Breath You Take de Vaughn Stein : Vanessa
- 2020 : Love, Weddings & Other Disasters de Dennis Dugan : Bev
- 2021 : Crisis de Nicholas Jarecki : Meg Holmes
- 2021 : Best Sellers de Lina Roessler : Drew Davis
- 2021 : Every Breath You Take de Vaughn Stein : Dr. Vanessa Fanning
- 2022 : Zero Contact de Rick Dugdale : Veronica Schultz
- 2022 : La Route de l'enfer (Paradise Highway) d'Anna Gutto : Rose[2]
- 2024 : The Bricklayer de Renny Harlin : Greta Becker
- 2024 : The Unholy Trinity de Richard Gray : Sarah Dove
- 2025 : Red Sonja de M. J. Bassett : Ashera

### Télévision
- 1983-1989 :  Büro, Büro Série télévisée où elle tient le rôle de la serveuse de cantine Vroni
- 1992 - Die zweite Heimat (Seconde patrie), chronique d’une jeunesse
- 1994 : Rex, chien flic

Saison 1, épisode 2 « le crime parfait » (titre original : « Ein perfekter Mord ») : Gelda Felsner
- 1995 - Catherine la Grande (en)
- 1996 - Dr. Knock
- 1997 - Die Chaos-Queen (La reine du chaos)
- 1998 - Jack's Baby
- 2000 : Les Misérables – prisonniers du destin de Josée Dayan : Madame Thénardier.
- 2000 : Sans famille
- 2001 - Thomas Mann et les siens - Tableau de la famille de l'écrivain Thomas Mann
- 2002 : Bobby avec le jeune acteur trisomique Bobby Brederlow
- 2003 - Für immer verloren (Perdu pour toujours)
- 2003 - Anna's Heimkehr (Le retour d'Anna)
- 2003 - Stärker als der Tod (Plus fort que la mort)
- 2004 - Die Rückkehr des Tanzlehrers (Le retour du professeur de dance) Drame, un juif émigré en Argentine revient en Suède venger le meurtre de son père et est la cible de néonazis (d'après le roman de Henning Mankell)
- 2005 - Sterne Leuchten auch am Tag (Les étoiles brillent aussi le jour), incarnation poignante d'une femme atteinte d'une maladie mortelle (SLA)
- 2005 - Pas de ciel au-dessus de l'Afrique (Kein Himmel über Afrika) : Catherine
- 2006 : Neger, Neger, Schornsteinfeger!
- 2007 : Mein alter Freund Fritz (Mon vieil ami Fritz)
- 2007 : Vom Ende der Eiszeit (La débâcle des glaces) film policier
- 2007 : Die Frau vom Checkpoint Charlie (La femme du Checkpoint Charlie) L’histoire du combat d’une mère séparée de ses deux filles au moment de la construction du Mur de Berlin)
- 2007 : Une jeunesse berlinoise (Das Wunder von Berlin) : Hanna Kaiser
- 2008 : Die Patin (La marraine)
- 2010 : Le Secret des baleines (Das Geheimnis der Wale) de Philipp Kadelbach : Anna Waldmann
- 2010 : La Lumière bleue (The Blue Light | Das blaue Licht), les contes de Grimm : die Hexe (la sorcière)
- 2011 : Dans le sillage du passé (Die lange Welle hinterm Kiel) de Nikolaus Leytner : Sylva Burian
- 2011 : Quelque part, mon fils ( Mein eigen Fleisch und Blut) de Vivian Naefe : Franziska
- 2012 : La Petite Lady (Die kleine Lady) de Gernot Roll : Frau Hobbs
- 2013 : Mon mari, un assassin (Mein Mann, ein Mörder) de Lancelot von Naso : Minette Frei
- 2013 : Coup de foudre à Hong Kong (Hafen der Düfte) : Victoria Philips
- 2014 : L'amour au sommet (Die Staatsaffäre) de Michael Rowitz : Anna Bremer
- 2018 : Arnaque à l'amour : Annabel

## Distinctions
- 1992 - Bambi dans la catégorie Schauspiel National (Théâtre national)
- 1998 - Goldene Kamera (Caméra d’or)
- 2002
  - Goldene Kamera (Caméra d’or)
  - Adolf-Grimme-Preis (Prix Adolf-Grimme)
  - Goldene Romy dans la catégorie Beliebteste Schauspielerin (actrice préférée)
- 2005
  - Bambi dans la catégorie Schauspiel National (Théâtre national)
  - DIVA-Award dans la catégorie German Award (Hall of Fame)
- 2006 - Ordre du Mérite du Land de Bavière